# Father/Son Challenge
De Father/Son Challenge is een tweepersoons golftoernooi in de Verenigde Staten, dat opgericht werd in 1995. Sinds 2012 vindt het toernooi telkens plaats op de Ritz-Carlton Golf Club at Grande Lakes Orlando in Orlando, Florida.
Het is een toernooi waar golfers van de PGA Tour en Champions Tour samen met hun zoon deelnemen aan het toernooi. De eerste editie werd gewonnen door pro Raymond Floyd en zijn zoon Raymond Floyd Jr..

## Golfbanen
| Jaren     | Golfbaan                                       | Stad                   |
| --------- | ---------------------------------------------- | ---------------------- |
| 1995-2008 | ChampionsGate Golf Resort                      | ChampionsGate, Florida |
| 2012-     | Ritz-Carlton Golf Club at Grande Lakes Orlando | Orlando, Florida       |

## Winnaars
| Jaar | Winnaars                             |
| ---- | ------------------------------------ |
| 1995 | Raymond Floyd & Raymond Floyd Jr.    |
| 1996 | Raymond Floyd & Raymond Floyd Jr.    |
| 1997 | Raymond Floyd & Raymond Floyd Jr.    |
| 1998 | Bob Charles & David Charles          |
| 1999 | Jack Nicklaus & Gary Nicklaus        |
| 2000 | Raymond Floyd & Robert Floyd         |
| 2001 | Raymond Floyd & Robert Floyd         |
| 2002 | Craig Stadler & Kevin Stadler        |
| 2003 | Hale Irwin & Steve Irwin             |
| 2004 | Larry Nelson & Drew Nelson           |
| 2005 | Bernhard Langer & Stefan Langer      |
| 2006 | Bernhard Langer & Stefan Langer      |
| 2007 | Larry Nelson & Josh Nelson           |
| 2008 | Larry Nelson & Drew Nelson           |
| 2009 | Geen toernooi                        |
| 2010 | Geen toernooi                        |
| 2011 | Geen toernooi                        |
| 2012 | Davis Love III & Davis "Dru" Love IV |
| 2013 | Stewart Cink & Connor Cink           |
| 2014 | 11-14 december                       |

### Meervoudige winnaars
| Als vader en zoon: 3 keer - Raymond Floyd & Raymond Floyd Jr. (1995, 1996 & 1997) 2 keer - Raymond Floyd & Robert Floyd (2000 & 2001) - Bernhard Langer & Stefan Langer (2005 & 2006) - Larry Nelson & Drew Nelson (2004 & 2009) | Als individuele golfprofessional: 5 keer - Raymond Floyd (1995, 1996, 1997, 2000 & 2001) 3 keer - Larry Nelson (2004, 2007 & 2008) 2 keer - Bernhard Langer (2005 & 2006) |